# Steve Seymour
Steve Seymour   (Nova York, 4 d'octubre de 1920 - Los Angeles, 18 de juny de 1973) va ser un atleta estatunidenc, especialista en el llançament de javelina, que va competir durant les dècades de 1940 i 1950.
El 1948 va prendre part en els Jocs Olímpics d'Estiu de Londres, on guanyà la medalla de bronze en la prova del llançament de javelina del programa d'atletisme.
En el seu palmarès també destaca una medalla de plata en el llançament de javelina als Jocs Panamericans de 1951, així com tres campionats nacionals, 1947, 1948 i 1950. Durant la seva carrera esportiva va millor el rècord d'Amèrica en dues ocasions.

## Millors marques
- Llançament de javelina. 76,53 cm (1958)[2]